# Rangiferini
Rangiferini là một tông trong phân họ Capreolinae hay Odocoileinae hay còn gọi là hươu Tân Thế giới chúng gồm tuần lộc và phần lớn các loài hươu thuộc hươu tân thế giới. Tông này gồm các chi: 
- Chi Rangifer
- Chi Hippocamelus
- Chi Mazama
- Chi Blastocerus
- Chi Ozotoceros
- Chi Pudu
- Chi Odocoileus

## Các loài
- Tông Rangiferini (Tuần lộc và hươu Tân thế giới)
  - Chi Rangifer
    - Tuần lộc (Rangifer tarandus)

  - Chi Hippocamelus
    - Hippocamelus antisensis
    - Hippocamelus bisulcus

  - Chi Mazama
    - Mazama gouazoubira
    - Mazama cita
    - Mazama murelia
    - Mazama permira
    - Mazama sanctaemartae
    - Mazama superciliaris
    - Mazama tschudii
    - Mazama rondoni
    - Mazama nemorivaga
    - Mazama temama
    - Mazama pandora
    - Mazama bororo
    - Mazama chunyi
    - Mazama nana
    - Mazama bricenii
    - Mazama rufina
    - Mazama americana (loài này gần với Odocoileus hơn là họ hàng của chúng[1])
    - Mazama gualea
    - Mazama jucunda
    - Mazama trinitatis
    - Mazama whitelyi
    - Mazama zamora
    - Mazama zetta

  - Chi Blastocerus
    - Blastocerus dichotomus

  - Chi Ozotoceros
    - Ozotoceros bezoarticus

  - Chi Pudu
    - Pudú phương Nam (Pudu mephistophiles)
    - Pudú Đông Nam (Pudu pudu)

  - Chi Odocoileus
    - Odocoileus virginianus
    - Odocoileus hemionus